# آبگیری

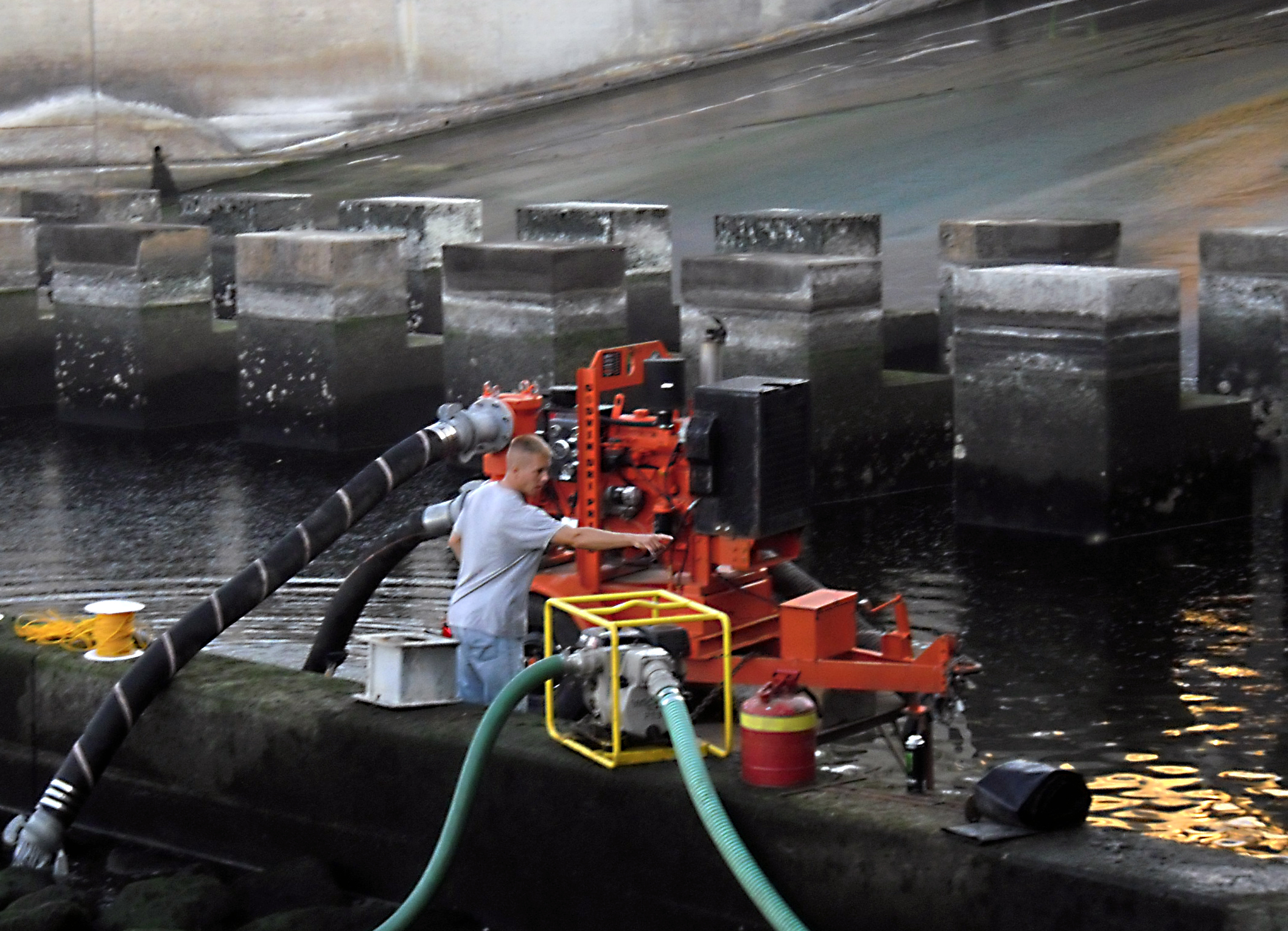
پمپ‌هایی که برای آبگیری سرریز سد بالد هیل استفاده می‌شوند

آبگیری حذف آب از یک مکان است. این کار ممکن است با طبقه‌بندی مرطوب، سانتریفیوژ، فیلتراسیون یا فرآیندهای جداسازی جامد-مایع مشابه، مانند حذف مایع باقیمانده از کیک فیلتر توسط فیلتر پرس به عنوان بخشی از فرآیندهای مختلف صنعتی انجام شود.
زهکشی ساختمانی، تخلیه آب یا کنترل آب، اصطلاحات رایجی هستند که برای توصیف حذف یا تخلیه آب‌های زیرزمینی یا سطحی از بستر رودخانه، محل ساخت و ساز، صندوقچه یا چاه معدن، با پمپاژ یا تبخیر، استفاده می‌شوند. در یک سایت ساختمانی، این زهکشی ممکن است قبل از حفاری زیرسطحی برای فونداسیون‌ها، شمع‌بندی یا فضای زیرزمین برای پایین آوردن سطح آب زیرزمینی انجام شود. این امر اغلب شامل استفاده از پمپ‌های «آبگیری» شناور، پمپ‌های گریز از مرکز «زباله» اجکتورها یا اعمال خلاء به چاه‌های نقطه‌ای می‌شود. شرکت تحقیقات تجاری بین‌المللی ویژونگین، بازار جهانی پمپ‌های آبگیری را در سال ۲۰۱۸، ۶٫۴ میلیارد دلار ارزیابی کرد.

## فرایندها

### چاه‌های عمیق

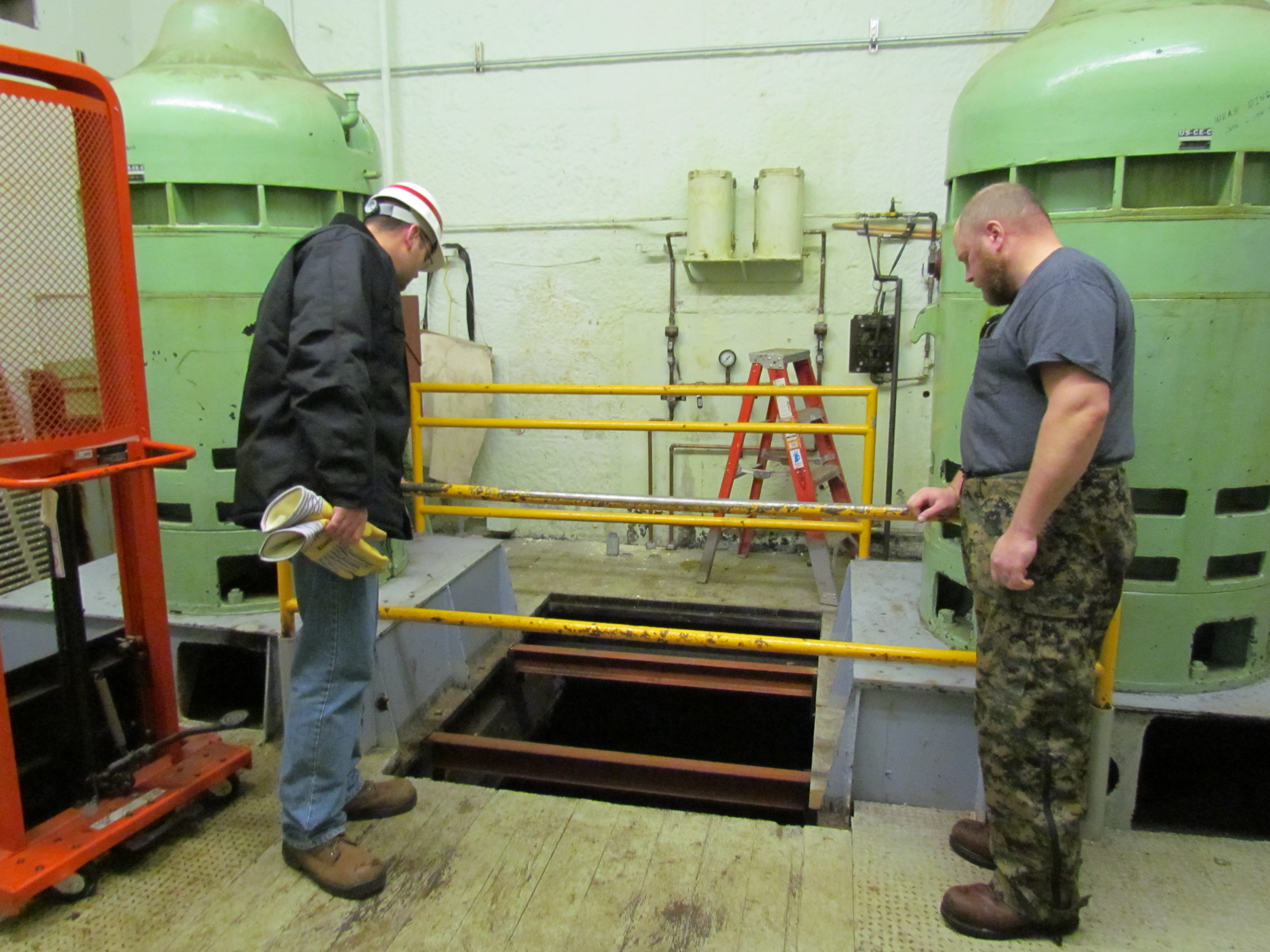
چاه عمیقی که برای تخلیه آب سدها در خیابان سالت استفاده می‌شود. ماری، میشیگان

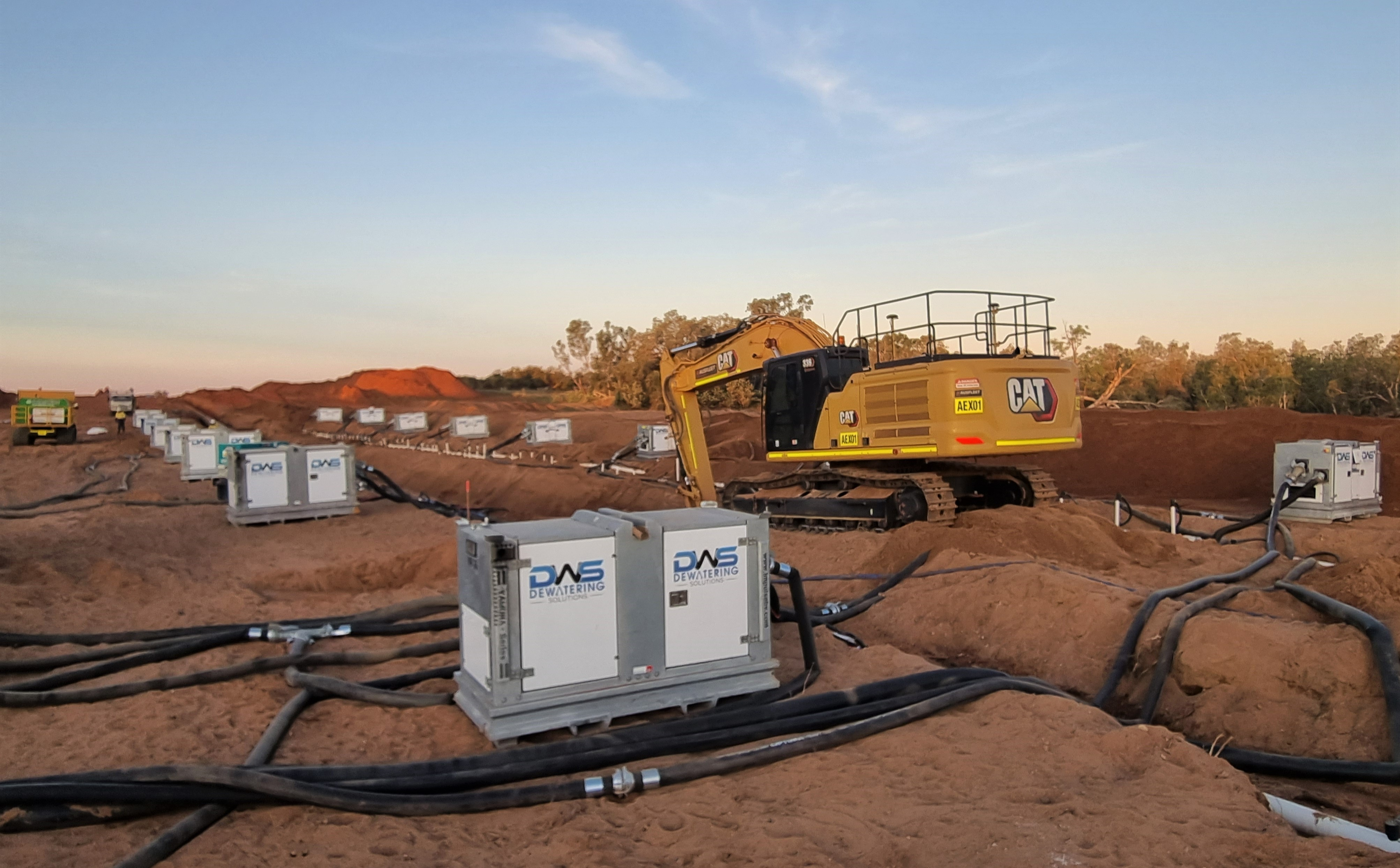
آبگیری رودخانه در محل معدن

یک چاه عمیق معمولاً از یک گمانه مجهز به آستر شکاف‌دار و یک پمپ شناور برقی تشکیل شده است. با پمپاژ آب از چاه عمیق، یک گرادیان هیدرولیکی تشکیل می‌شود و آب به درون چاه جریان می‌یابد و یک فرورفتگی مخروطی در اطراف چاه ایجاد می‌کند که در آن آب کمی یا هیچ آبی در فضاهای خالی خاک اطراف باقی نمی‌ماند. چاه‌های عمیق در خاک‌هایی با نفوذپذیری (ک) بهترین عملکرد را دارند. = ۱۰ متر بر ثانیه تا ۱۰ متر بر ثانیه؛ میزان افت فشاری که یک چاه می‌تواند به آن دست یابد، تنها با اندازه پمپ ماهی محدود می‌شود.
چاه‌های عمیق را می‌توان به صورت حلقه‌ای در اطراف محل حفاری نصب کرد تا سطح آب پایین بیاید و محل خشک و ایمن بماند. معادلات متعددی را می‌توان برای طراحی سیستم‌های زهکشی چاه‌های عمیق استفاده کرد، با این حال بسیاری از این معادلات مبتنی بر داده‌های تجربی هستند و گاهی اوقات با شکست مواجه می‌شوند. تمرین و تجربه، همراه با درک صحیح از اصول اساسی زهکشی، بهترین ابزار برای طراحی یک سیستم موفق هستند. برخی از موقعیت‌های آبگیری «آنقدر رایج هستند که تقریباً می‌توان آنها را با یک حساب سرانگشتی طراحی کرد».
چاه‌های عمیق همچنین برای آزمایش سفره‌های آب زیرزمینی و زهکشی آب‌های زیرزمینی توسط چاه‌ها استفاده می‌شوند.

### نقاط چاه

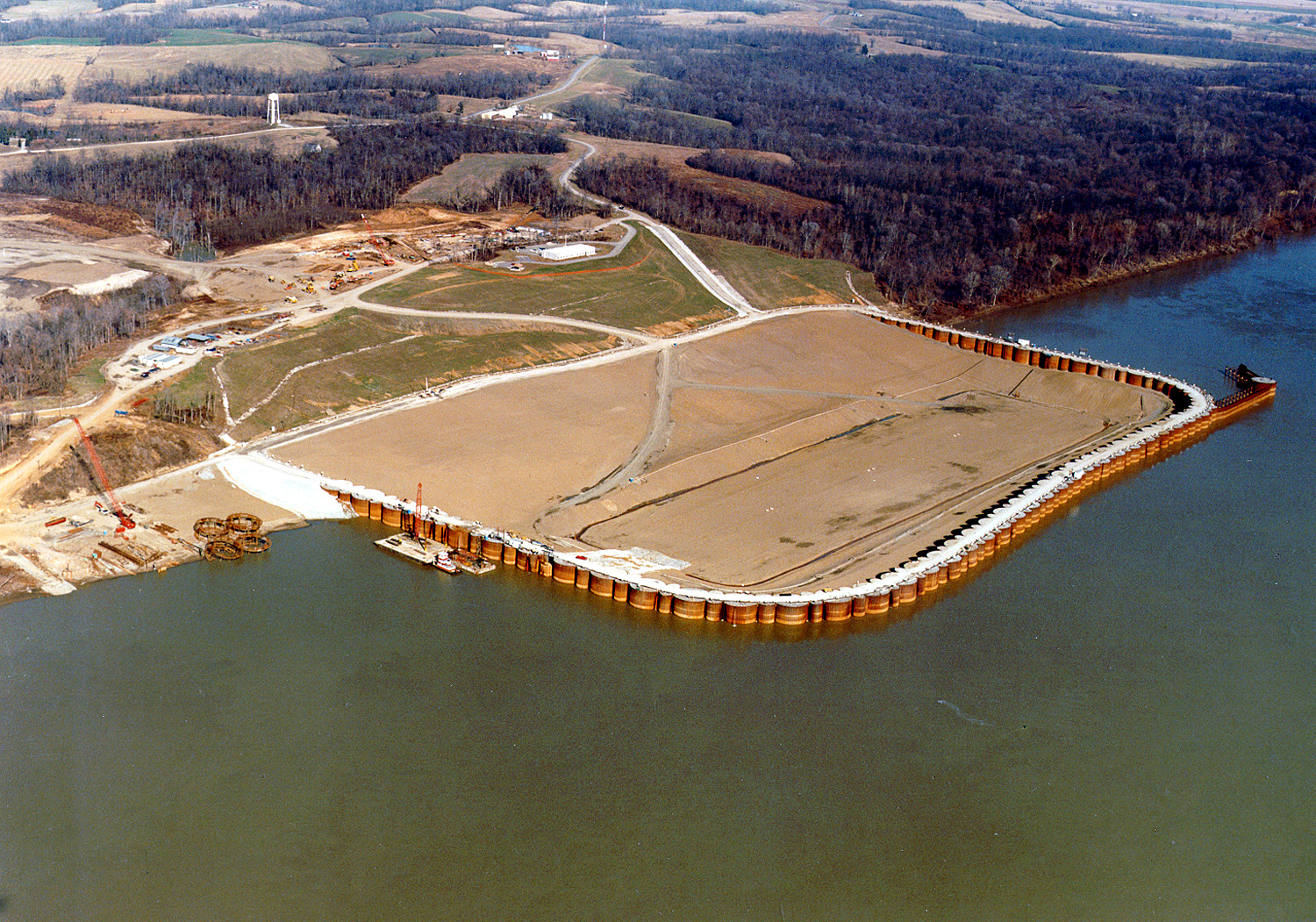
سدی که برای زهکشی یک منطقه ایجاد شده است

چاهک‌ها قطر کوچکی دارند (حدود ۵۰) لوله‌هایی با شکاف‌هایی در نزدیکی کف که در زمین فرومی‌روند و آب از آنها توسط خلاء ایجاد شده توسط یک پمپ پیستونی آبگیری کشیده می‌شود. چاه‌های نقطه‌ای معمولاً در مراکز نزدیک به هم در امتداد یا اطراف لبهٔ حفاری نصب می‌شوند. از آنجایی که خلاء به ۰ بار محدود می‌شود، ارتفاعی که آب می‌تواند کشیده شود (در عمل) به حدود ۶ متر محدود می‌شود. چاه‌های نقطه‌ای را می‌توان به صورت مرحله‌ای نصب کرد، به این صورت که مرحله اول سطح آب را تا پنج متر کاهش می‌دهد و مرحله دوم که در سطح پایین‌تری نصب می‌شود، سطح آب را بیشتر پایین می‌آورد. آبی که بین چاه‌های عمیق می‌چکد را می‌توان توسط یک ردیف چاه نوک‌تیز در نوک چاه جمع‌آوری کرد. این روش، عرض بسیار ضخیم‌تری را بدون نیروهای نشت تضمین می‌کند.
نیزه‌های چاه‌زن معمولاً برای بیرون کشیدن آب‌های زیرزمینی در شرایط خاک شنی و شرایط سنگی استفاده می‌شوند و در خاک رس به اندازه کافی مؤثر نیستند. اگر شرایط زمین حاوی رس قابل توجهی باشد، گاهی اوقات به جای نیزه از پمپ‌های باز استفاده می‌شود.

### زهکشی افقی

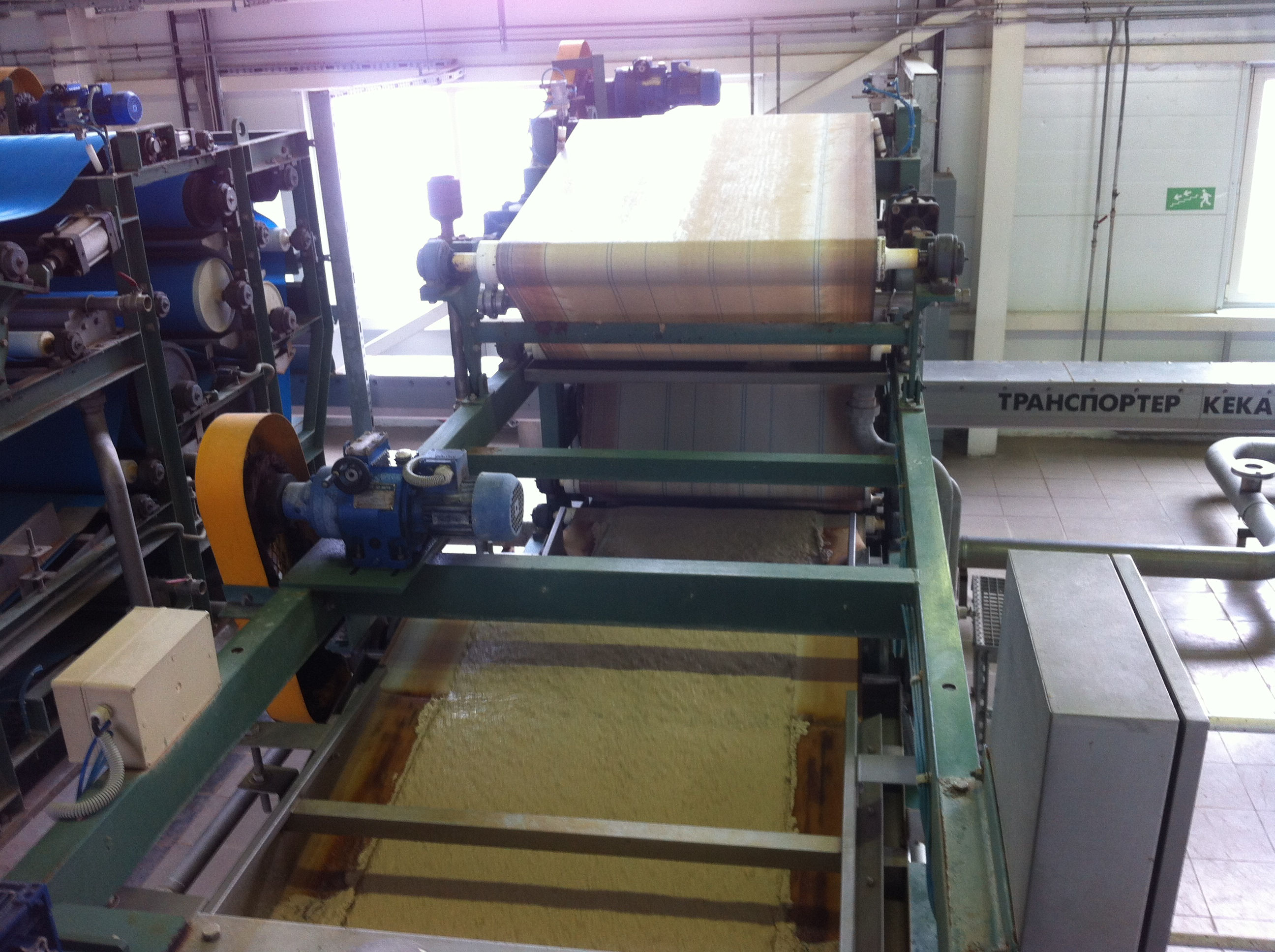
آبگیری لجن در تصفیه خانه فاضلاب

نصب سیستم‌های زهکشی افقی نسبتاً آسان است. یک ترنچر یک لوله بدون سوراخ و به دنبال آن یک لوله سوراخ‌دار پیچیده شده با الیاف مصنوعی یا آلی نصب می‌کند. طول زهکش با توجه به قطر زهکش، شرایط خاک و سطح ایستابی تعیین می‌شود. به‌طور کلی، طول لوله‌های تخلیه ۵۰ متر رایج است. پس از نصب لوله تخلیه، یک پمپ به فاضلاب متصل می‌شود. پس از پایین آمدن سطح آب زیرزمینی، می‌توان ساخت و ساز مورد نظر را آغاز کرد. پس از اتمام ساخت و ساز، پمپ‌ها متوقف می‌شوند و سطح آب‌های زیرزمینی دوباره بالا می‌آید. عمق نصب تا ۶ متر رایج است.

## کنترل فشارهای منفذی
در حالی که مهندسان می‌توانند از زهکشی برای پایین آوردن سطح آب زیرزمینی یا زهکشی خاک استفاده کنند، می‌توانند از این فرایند برای کنترل فشار منفذی در خاک‌ها و جلوگیری از آسیب به سازه‌ها در اثر بالا آمدن پایه نیز استفاده کنند. فشارهای منفذی بالا در خاک‌هایی که از لای یا رس ریزدانه تشکیل شده‌اند، رخ می‌دهد. از آنجایی که این خاک‌ها نفوذپذیری بسیار کمی دارند، زهکشی به روش سنتی (جریان ثقلی به داخل چاه تخلیه) ممکن است بسیار پرهزینه یا حتی بی‌فایده باشد. در عوض، یک طرح آبگیری با کمک خلاء، مانند چاه‌های تخلیه یا چاه‌های عمیق آب‌بندی شده با خلاء، می‌تواند برای کشیدن آب به داخل چاه جهت استخراج استفاده شود.

## کاربردها

### ساخت و ساز
زهکشی اغلب یک جزء حیاتی در پروژه‌های ساختمانی است. تخلیه آب از یک سایت، با جلوگیری از تشکیل گل و لای و از بین بردن خطرات ناشی از آب برای تجهیزات الکتریکی، ایمنی را بهبود می‌بخشد. حذف آب همچنین پایداری خاک را بهبود می‌بخشد و فرسایش را کاهش می‌دهد.

### تصفیه فاضلاب
در تصفیه فاضلاب، ممکن است از آبگیری برای حذف جامدات در طول فرایند تصفیه برای دفع جداگانه استفاده شود. این ممکن است به شکل غلیظ شدن باشد، که در آن فقط مقداری از آب حذف می‌شود، یا آبگیری کامل.